# Nebojša Gudelj
Nebojša Gudelj (Treblinje, 23 de setembre de 1968) és un exfutbolista iugoslau i posteriorment bosnià.
Va sorgir del seu club natal, el Leotar Treblinje i el 1991 fitxà per un dels grans de Iugoslàvia, el Partizan de Belgrad, amb qui va guanyar la lliga 93/94. A l'any següent marxa a la lliga espanyola, a les files del CD Logroñes, on tot i militar a un bon nivell, no aconsegueix que el seu equip siga cuer.
Jugaria a la Segona Divisió amb els riojans i el CD Leganés abans de marxar a Holanda, a les files del NAC Breda, on romandria vuit campanyes. El 2005 fitxa per l'Sparta de Rotterdam, on penja les botes el 2006.